# Daniel Karlin
Pour les articles homonymes, voir Karlin.
Daniel Karlin est un réalisateur et documentariste de télévision français, né le 5 février 1941 à Moulins (Allier).
Il est l'époux de la préhistorienne Claudine Karlin.

## Biographie
Né en 1941 à Moulins où était réfugiée sa famille pendant la Seconde Guerre mondiale, Daniel Karlin a grandi à Lyon, entrepris des études de mathématiques avant de se tourner vers le cinéma en intégrant la 17ème promotion de l’IDHEC (Institut des hautes études cinématographiques, devenu FEMIS en 1986). Recruté par l’ORTF en 1964, il a d’abord travaillé aux côtés de quelques illustres figures de la télévision puis s’est fait un nom en signant des séries documentaires qui ont souvent suscité de vifs débats[réf. nécessaire].  
En 1970, l’un de ses premiers films L’Usine est interdit d’antenne parce que jugé subversif[réf. nécessaire]. Il travaille ensuite aux côtés de quelques pionniers du documentaires à la télévision comme Jacques Krier ou Gérard Chouchan avec qui, pendant plusieurs années, il va ausculter l'ancien quartier des Halles à Paris. Son nom et son approche sont découverts par le grand public en 1974 avec son Portrait de Bruno Bettelheim. La série de quatre films, tournée à l'Ecole orthogénique de Chicago (Sonia Shankman Orthogenic School), marque l’entrée de la psychanalyse à la télévision[source insuffisante]. Il entreprend ensuite une collaboration avec le psychiatre Tony Lainé, avec qui il signe en 1977  « Enquêtes sur la santé mentale d'un pays au-dessus de tout soupçon, ou La Raison du plus fou ». La collaboration avec Tony Lainé durera jusqu'à la mort de ce dernier en 1992. À partir de 200 entretiens de travailleurs immigrés les deux auteurs entreprennent une grande exploration de la condition d'immigrés avec Tahar Ben Jelloun. La Mal Vie, diffusée sur Antenne2 le 26 novembre 1978, a pour ambition de sensibiliser les Français au racisme ordinaire.
Dans la foulée de l'élection présidentielle de 1981 qui voit l'arrivée au pouvoir de l'Union de la gauche, il est nommé en 1982 par le président de l'Assemblée nationale à la Haute Autorité de la communication audiovisuelle, premier organisme de régulation de l'audiovisuel, ancêtre du CSA alors présidée par la journaliste Michèle Cotta. Il met alors entre parenthèses son travail de cinéaste. Membre de longue date du Parti communiste français (PCF), il signe avec une centaine d'intellectuels et élus communistes un appel « pour le 26ème congrès » exigeant une refondation du PCF. Considérant ne pas avoir été entendu, il prend alors ses distances avec le Parti communiste et revient en force à la télévision en 1990 avec L'amour en France une série documentaire écrite avec Tony Lainé. Le programme fait la Une du Nouvel Obs qui l’encense au Figaro Magazine qui la qualifie de « Télé Cochonne », la somme de Karlin et Lainé sur la vie amoureuse des Français suscite de vifs débats et le courrier de près de 140 000 téléspectateurs enthousiastes ou ulcérés. La série se terminera par un débat en direct au cours de l'émission Les Dossiers de l'écran le 24 avril 1990. 
Le dernier volet de sa série L'amour en France racontait l'histoire d'un jeune homme condamné à perpétuité pour un meurtre que la presse de l'époque avait qualifié de monstreux . Sa démarche auprès du prisonnier et l'analyse du crime convainquent Pierre Arpaillange, le garde des Sceaux de l'époque, d'autoriser Karlin à poursuivre son exploration du monde judiciaire. Le réalisateur se lance alors dans une série sur la justice. Il est le premier en France à filmer de l'intérieur la justice pénale. Il suit en particulier le parcours judiciaire d'un jeune apprenti pâtissier accusé du meurtre du père de sa fiancée de la garde à vue jusqu'au procès d'assises. Justice en France est d’abord diffusé sur La Cinq puis sur France 2. Les enfants du Juge Véron , partie consacrée à la justice des mineurs, est distingué du Sept d’Or du meilleur documentaire en 1992, année de la mort de Tony Lainé.
Lors de cette enquête au long cours au cœur de la justice française, Daniel Karlin et le reporter Rémi Lainé (recruté pour la série Justice en France) rencontrent au centre de détention de Toul, Mohamed Chara, un ancien condamné à mort qui purge une peine de réclusion à perpétuité. Peu à peu, Karlin et Lainé vont se convaincre de l'innocence du condamné à qui ils consacreront un film,  diffusé le 9 octobre 1991 sur La Cinq lors d'une soirée spéciale pour le dixième anniversaire de l'abolition de la peine de mort en France, et un livre L'Affaire Chara paru aux éditions du Seuil.
En 1993, Daniel Karlin entreprend le premier feuilleton documentaire de la télévision française, les Chroniques de l'hôpital d'Armentières, tournées dans un petit hôpital général du Nord de la France. Puis il cosigne avec Rémi Lainé La Multinationale (deux fois 75’ ARTE – 1994) un long voyage dans les arcanes du groupe Pechiney. Toujours avec Rémi Lainé, il réalise Du côté de chez nous ,,, une série de dix fois une heure pour une plongée dans la vie quotidienne des Français (France 2 – 1995) où l’on suit notamment le milliardaire Serge Dassault à l’assaut de la mairie de Corbeil-Essonne et enfin Les raisins de la colère sur la résistance à la précarité (France2-1997).
En 1998, sur la base de faits-divers, Daniel Karlin raconte dans Quatre histoires de femmes la destinée extraordinaire de quatre femmes ordinaires (quatre fois 90’ - France2) . En 2000, il brosse le portrait croisé d’un homme accusé d’abus sexuels sur mineurs et de l’une de ses victimes dans Des enfants abusés – 120’ France 2). Diffusé lors d'une soirée spéciale, le film ouvre un vaste débat sur les abus sexuels et la part de manipulation institutionnelle. C’est son dernier film pour la télévision. Son œuvre suivante Et si on parlait d’amour sort en salles en 2002,. Il interrompt alors son œuvre audiovisuelle et cinématographique, se consacre à l'écriture et à l'apiculture.  
La SCAM lui a décerné en 2011 le prix Charles Brabant pour l’ensemble de son œuvre.

## Publications
- Le ballon vert et autres nouvelles d'un monde à l'envers, Le Seuil, 2009
- On a parlé d'amour : corps et âme, Le Cherche midi, 2003
- Justices en France (avec Rémi Lainé), Le Seuil, 1994
- L'affaire Chara : un innocent meurt en prison, (avec Rémi Lainé), Le Seuil, 1992
- L'Amour en France (avec Tony Lainé), Grasset, 1989  (ISBN 2-246-39751-0)
- Les Violences de l'amour (avec Tony Lainé), Grasset, 1986.  (ISBN 2-246-37501-0) [22]
- La Mort du père - et autres récits du fils (avec Tony Lainé), Éditions sociales 1983
- Le Petit Donneur d'Offrandes - et autres histoires de fous (avec Tony Lainé), Editions sociales 1981
- Un Homme casse (roman), Éditions Ramsay 1980
- La Mal Vie (avec Tony Lainé, préface de Tahar Ben Jelloun), Éditions sociales 1978
- Un autre regard sur la folie, avec Bruno Bettelheim, Stock, 1975

## Filmographie
- 1972 : Les pompiers de l'Arbresle
- 1972 : En Dro D’ar Faouët (La Bretagne)
- 1973 : Le défi français
- 1973 : Une année avec Capucine
- 1974 : Un autre regard sur la folie - Portrait de Bruno Bettelheim : vivre à l’École orthogénique
- 1975 : Mémoires d'un vieux quartier - les Halles de Paris
- 1977 : Enquête sur la santé mentale d'un pays au dessus de tout soupçon
- 1981 : Quelques histoires d'hommes jeunes rendus vieux trop tôt
- 1981 : Frédéric, une nouvelle naissance
- 1982 : Parole donnée : à bon entendeur
- 1989 : L'amour en France
- 1992 : Justice en France
- 1993 : Chroniques de l'Hôpital d'Armentière
- 1994 : La Multinationale
- 1995 : Du Côté de chez Nous
- 1997 : Les Raisins de la Colère
- 1998 : Scènes de la violence ordinaire
- 1998 : Serge Philippe, un fantôme dans la ville[23]
- 1999 : Quatre histoires de femmes
- 2000 : Des enfants abusés[24]
- 2001 : Un faux coupable
- 2002 : Et si on parlait d'amour[25]